# Río Grande, Oaxaca
Río Grande är en ort i Mexiko.   Den ligger i kommunen El Barrio de la Soledad och delstaten Oaxaca, i den sydöstra delen av landet, 500 km sydost om huvudstaden Mexico City. Río Grande ligger 177 meter över havet och antalet invånare är 272.
Terrängen runt Río Grande är platt åt nordost, men åt sydväst är den kuperad. Río Grande ligger nere i en dal. Runt Río Grande är det glesbefolkat, med 20 invånare per kvadratkilometer. Närmaste större samhälle är Matías Romero, 9,7 km norr om Río Grande. Omgivningarna runt Río Grande är en mosaik av jordbruksmark och naturlig växtlighet.